# Downset
Downset és una grup estatunidenc de rap metal de Los Angeles. La música de la banda barreja hip hop, funk, hardcore punk i heavy metal amb «lletres socialment conscients».

## Trajectòria
El nom original de la banda era Social Justice i va començar com un grup de hardcore punk. Va publicar el seu àlbum debut, Unity Is Strength, el 1989, i l'EP I Refuse to Lose el 1992. Així es va donar a conèixer com una de les primeres bandes de hardcore a incorporar influències de la música hip hop i del funk a la seva música.
El 1992, Social Justice (1987–1992) va canviar el seu nom per Downset, i va presentar la maqueta Our Suffocation el 1994. El treball discogràfic, que explora diversos temes socials com la mort del pare del cantant Rey Oropeza a mans de la policia, va ser elogiat per la crítica. Durant aquesta transició, va canviar el seu so incorporant rap i funk metal.
L'any 1994, va signar un acord amb Mercury Records, una filial de Polygram Records, i va llançar el seu disc homònim el mateix any, bo i guanyant popularitat a Europa després de fer una gira amb Biohazard i Dog Eat Dog, seguida d'una gira amb Pantera i The Almighty. El 1996, va publicar el seu àlbum de més èxit, Do We speak a dead language?.
Després de fer la seva sortida de Mercury Records, Downset van fitxar per Epitaph Records i va publicar el seu tercer àlbum, Check Your People, l'any 2000.
Encara que Downset mai no va experimentar un gran èxit comercial, i tot i que els seus membres provenien de l'escena hardcore més que no pas del metal, la banda encara és considerada una influència notable en el llavors incipient subgènere del nu metal. El grup ha girat amb bandes com Linkin Park, Pantera, Slayer, Metallica, Red Hot Chili Peppers, Korn, Snoop Dogg, Testament i Anthrax.

## Discografia

### Àlbums
- Downset. (1994)
- Do We speak a dead language? (1996)
- Check your people (2000)
- Universal (2004)[5]
- One blood (2014)
- Maintain (2022)[6]

### EP
- Our suffocation (1994)
- Downset (1995)
- Generation of hope (1995)
- Live at Foundation's Forum (1995)
- No more freedom in a cage (1996)
- Eyes shut tight (Live at CBGB's) (1997)
- Code Blue Coma (2000)
- Rarities (2000)
- Anger ritual (2022)[7]
- About ta blast (2022)